# Motors de combustió externa

Motor Stirling

Un motor de combustió externa és una màquina de la família dels motors tèrmics, que realitza una conversió d'energia calòrica en energia mecànica mitjançant un procés de combustió que es realitza fora de la màquina, generalment per escalfar aigua o un altre fluid que, aprofitant la seva expansió al dilatar-se o en forma de vapor, serà qui realitzi el treball, en oposició als motors de combustió interna, en els quals la pròpia combustió, realitzada dins del motor, és la que duu a terme el treball.
Els motors de combustió externa també poden utilitzar gas com a fluid de treball (aire, H2 i He els més comuns) com en el cicle termodinàmic Stirling.

## Vegeu també

Màquina de Vapor